# اچ‌ام‌اس دکوی (اچ۷۵)
اچ‌ام‌اس دکوی (اچ۷۵) (به انگلیسی: HMS Decoy (H75)) یک کشتی بود که طول آن ۳۲۹ فوت (۱۰۰٫۳ متر) بود. این کشتی در سال ۱۹۳۲ ساخته شد.